# Jewgeni Pawlowitsch Leonow

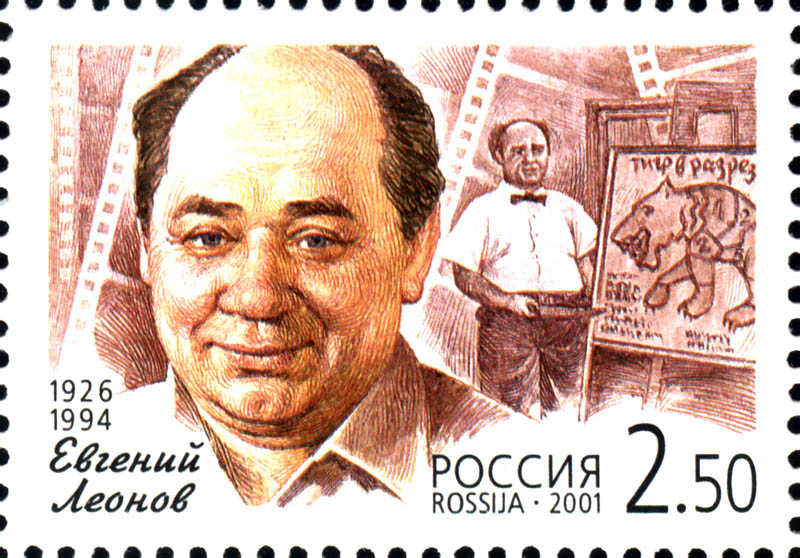
Jewgeni Leonow auf einer russischen Briefmarke (2001) mit einem Motiv aus Rette sich wer kann!

Jewgeni Pawlowitsch Leonow (russisch Евгений Павлович Леонов; englisch Yevgeny Leonov; wiss. Transliteration Evgenij Pavlovič Leonov; * 2. September 1926 in Moskau, Sowjetunion; † 29. Januar 1994 in Moskau, Russland) war ein sowjetischer und russischer Theater- und Filmschauspieler und ist Träger mehrerer nationaler Auszeichnungen.

## Biographie
Jewgeni Leonow absolvierte im Jahr 1947 das Moskauer Theaterstudio und wurde danach am Moskauer Stanislawski-Theater engagiert, wo er unter anderem den Kreon in Jean Anouilhs Antigone gab sowie Sancho Pansa in dem Musical The Man from La Mancha spielte. Mit der Zeit wandte er sich insbesondere dem komischen Rollenfach zu. Ab 1968 trat er im Majakowski-Theater auf, ab 1972 im Lenkom-Theater.
Die Filmkarriere Leonows begann 1949 mit Stschastliwy reis. Sein gutmütiges und freundliches Äußeres zusammen mit der ausgeprägten Begabung für Komödien sicherten Leonow eine breite Anerkennung. Ebenso großer Zuneigung der Zuschauer erfreute sich seine Arbeit bei der Synchronisation von Trickfilmen, vor allem als Winnie-the-Pooh (1969–1972). Selbst wenn Leonow keine besonders positiven Personen spielte, weckten sie dennoch eine gewisse Sympathie beim Zuschauer. Für seine Rolle in Wladimir Fetins Eine Geschichte vom Don (1965) erhielt er 1966 den Darstellerpreis auf dem Allunionsfestival. Anfang der 1970er Jahre war er besonders erfolgreich als opportunistischer Filmvorführer in Alexander Mittas Leuchte, mein Stern, leuchte (1970), als Mechaniker Iwan in Belorussischer Bahnhof (1971) von Andrei Smirnow sowie in einer Doppelrolle in der Komödie Gentlemen der Erfolge (1971) von Alexander Sery und in Georgi Danelijas Laßt das mal Afonja machen (1975). Daneben spielte er seit den 70er Jahren auch in Fernsehfilmen. Er verlieh seine Stimme der Titelfigur in dem Zeichentrickfilm-Klassiker Winni Puch (1969–1972).
Jewgeni Leonow wurde als Volkskünstler der UdSSR (1978), Träger des Staatspreises der UdSSR (1976) und des Staatspreises der Russischen Föderation (1992) ausgezeichnet. Er starb am 29. Januar 1994 an einer Thrombose und wurde auf dem Nowodewitschi-Friedhof beerdigt. Sein Sohn Andrei Leonow ist ebenfalls Schauspieler.
Der Asteroid (5154) Leonov ist nach ihm benannt.

## Filmographie (Auswahl)
- 1949: Stschastliwy reis
- 1951: Sportehre (Спортивная честь)
- 1954: Das Geheimnis der Bucht (Морской охотник)
- 1955: Der Fall Rumjanzew (Дело Румянцева)
- 1957: Ein Frühling, der nie wiederkehrt (Неповторимая весна)
- 1958: Das Geschenk des Zigeuners (Трудное счастье)
- 1958: Die Straße ist voller Überraschungen (Улица полна неожиданностей)
- 1961: Rette sich, wer kann! (Полосатый рейс)
- 1963: Die leibeigene Schauspielerin (Крепостная актриса)
- 1965: Eine Geschichte vom Don (Донская повесть)
- 1965: Dreiunddreißig (Тридать три)
- 1967: Der Bräutigam vom anderen Ufer (Зареченские мужики)
- 1967: Die Schneekönigin (Снежная королева)
- 1968: Der erste Kurier (Первый курьер)
- 1968: Ein Zickzack des Glücks (Зигзаг удачи)
- 1969: Virinea (Виринея)
- 1969: Das Gastmahl der Rose (Не горюй!)
- 1970: Karussell (Карусель) (Fernsehfilm)
- 1970: Leuchte, mein Stern, leuchte (Гори, гори, моя звезда)
- 1970: Tschaikowski (Чайковский)
- 1971: Belorussischer Bahnhof (Белорусский вокзал)
- 1971: Gentlemen der Erfolge (Джентльмены удачи)
- 1973: Ganz unverbesserlich (Совсем пропащий)
- 1973: Große Pause (Большая перемена) (Fernsehfilm)
- 1975: Die Prämie (Премия)
- 1975: Der älteste Sohn (Старший сын)
- 1975: Laßt das mal Afonja machen (Афоня)
- 1976: Zirkus im Zirkus (Цирк в цирке)
- 1976: Ein Schritt entgegen (Шаг навстречу)
- 1976: Elf Hoffnungen (Одиннадцать надежд)
- 1977: Ein langer, langer Gerichtsfall (Длинное, длинное дело)
- 1977: Till Ulenspiegel (Легенда о Тиле)
- 1978: Die Heirat (Женитьба)
- 1978: Komische Leute (Смешные люди)
- 1978: Mimino (Мимино)
- 1979: Das gewöhnliche Wunder (Обыкновенное чудо)
- 1979: Marathon im Herbst (Осенний марафон)
- 1980: Eine fröhliche Fuhre (За спичками)
- 1980: O bednom gussare samolwite slowo (Fernsehfilm)
- 1983: Die Welt des Jonathan Swift (Дом, который построил Свифт) (Fernsehfilm)
- 1986: Kin-dsa-dsa!
- 1988: Den Drachen töten (Убить дракона)
- 1990: Der Pass (Паспорт)
- 1994: Amerikanski deduschka